# 지바 레미나
지바 레미나(일본어: 千葉 玲海菜, 1999년 4월 30일 ~ )는 일본의 여자 축구 선수이다.

## 국가대표팀 경력
2016년 FIFA U-17 여자 월드컵에 출전, 준우승.
그녀는 2022년 6월 24일 세르비아과의 경기에서 일본 국가대표팀에 데뷔했다. 2022년 EAFF E-1 풋볼 챔피언십 우승.
그녀는 2022년 아시안 게임에 참가할 일본 국가대표 B팀에 발탁되었으며, 7득점을 기록했으며 일본이 우승을 달성하는데 크게 기여하였다.
2023년 FIFA 여자 월드컵, 2024년 하계 올림픽에도 출전했다.

## 통계
| 일본 | 일본 | 일본 |
| 연도 | 출전 | 득점 |
| ---- | ---- | ---- |
| 2022 | 4    | 2    |
| 2023 | 4    | 1    |
| 2024 | 8    | 1    |
| 통산 | 16   | 4    |